# Rhipidure des Palau
Rhipidura lepida
Espèce
Statut de conservation UICN

 LC  : Préoccupation mineure
Le Rhipidure des Palau (Rhipidura lepida) est une espèce de passereau de la famille des Rhipiduridae.

## Distribution
Il est endémique des îles Palaos.

## Habitat
Il habite les forêts humides en plaine dans les régions tropicales et subtropicales.

## Publication originale
- Hartlaub & Finsch (1868) On a collection of birds from the Pelew Islands. Proceedings of the Zoological Society of London, vol. 1868, p. 4–9 (texte intégral).